# Caccobius anthracites
Caccobius anthracites är en skalbaggsart som beskrevs av D'orbigny 1904. Caccobius anthracites ingår i släktet Caccobius och familjen bladhorningar. Inga underarter finns listade.